# Pedro Lujambio
Pedro Lujambio fue un futbolista uruguayo que se desempeñaba como volante derecho.

## Trayectoria
Llegó al Perú luego de defender al Deportivo La Coruña de España, y fue contratado por el Club Atlético Chalaco, para luego pasar al Sport Boys Association.

## Clubes
| Club                | País    | Año       |
| ------------------- | ------- | --------- |
| Peñarol             | Uruguay | 1948-1949 |
| Deportivo La Coruña | España  | 1949-1950 |
| Necaxa              | México  | 1951-1952 |
| Atlético Chalaco    | Perú    | 1952-1953 |
| Sport Boys          | Perú    | 1954-1957 |
| Unión América       | Perú    | 1959      |